# Герб Кетовского района
Герб Кетовского района Курганской области — опознавательно-правовой знак, служащий официальным символом Кетовского района Курганской области Российской Федерации как муниципального образования и административного центра Кетовского района Курганской области.
Герб утверждён решением Кетовской районной Думы от 25 августа 2010 года № 63.

## Описание
В верхней части на красном поле написано слово «Кетово», на зелёном поле геральдического щита на серебряной земле два серебряных же кургана (холма), при этом левый возникает из-за правого, как эмблема субъекта, внизу слева сосновая ветвь с шишкой, как элемент флоры, внизу справа белка оранжевого цвета, как элемент фауны Кетовского района. Внешним украшением герба являются золотые колосья, перевитые красной лентой.
Геральдическая правая сторона находится слева от зрителя, левая — справа.
При чёрно-белом (монохромном) воспроизведении герба с применением условной геральдической штриховки (шраффировки):
- зелёный цвет заменяется штриховкой из диагональных линий, геральдически справа (слева — при виде от зрителя);
- серебряный (белый) цвет графически не передаётся — эмблемы в поле щита остаются белыми.

Воспроизведение герба района допускается в щитах разных форм и в различных стилизациях, а также на любом декоративном фоне — за исключением тех случаев, когда изображения, сопровождающие герб, воспроизводят или имитируют типовые черты (атрибуты), являющиеся особыми знаками статуса.
Цветное изображение герба допускает воспроизведение серебряного цвета в виде белого.